# Pleurotomella bathybia
Pleurotomella bathybia é uma espécie de gastrópode do gênero Pleurotomella, pertencente a família Raphitomidae.